# لوئیس ویاویسنسیو
لوئیس ویاویسنسیو (اسپانیایی: Luis Villavicencio‎؛ زادهٔ ۳ فوریهٔ ۱۹۵۰) بازیکن فوتبال اهل گواتمالا بود.
وی همچنین در تیم ملی فوتبال گواتمالا بازی کرده‌است.